# National Public Radio
National Public Radio (abreviada para NPR; em português: Rádio Pública Nacional) é uma rede de rádio pública estadunidense e uma organização de comunicação social, sem fins lucrativos que é financiada pela iniciativa pública e privada e, especialmente, por doações dos seus ouvintes. A NPR produz conteúdo e distribui o seu conteúdo para uma rede de 900 emissoras de rádio públicas em todos os 50 estados norte-americanos e o Distrito de Columbia. Sua sede está localizada em Washington, D.C., com estúdios secundários em Culver City, no estado da Califórnia.
A NPR produz e distribui programas jornalísticos e culturais. Cada emissora afiliada não é obrigada a transmitir todos os programas da NPR. Os dois principais programas da NPR são os programas jornalísticos que vão ao ar nos horários em que o público-alvo está dirigindo a caminho para o trabalho ou a caminho de volta para casa, como o Morning Edition, transmitido pelas manhãs, e o vespertino All Things Considered. Estes últimos são retransmitidos pela maioria das emissoras afiliadas, e são dois dos programas de rádio mais populares no país.
A NPR opera também o Public Radio Satellite System (Sistema Público de Rádio por Satélite), por meio do qual são distribuídos os programas da rede pública, bem como outros programas feitos por produtores independentes e redes como a American Public Media (APM) e Public Radio Exchange (PRX). O conteúdo da NPR também está disponível pela internet, em dispositivos móveis, podcasts e streaming. Várias estações afiliadas da NPR também transmitem a programação da emissora pública britânica BBC World Service.

## História

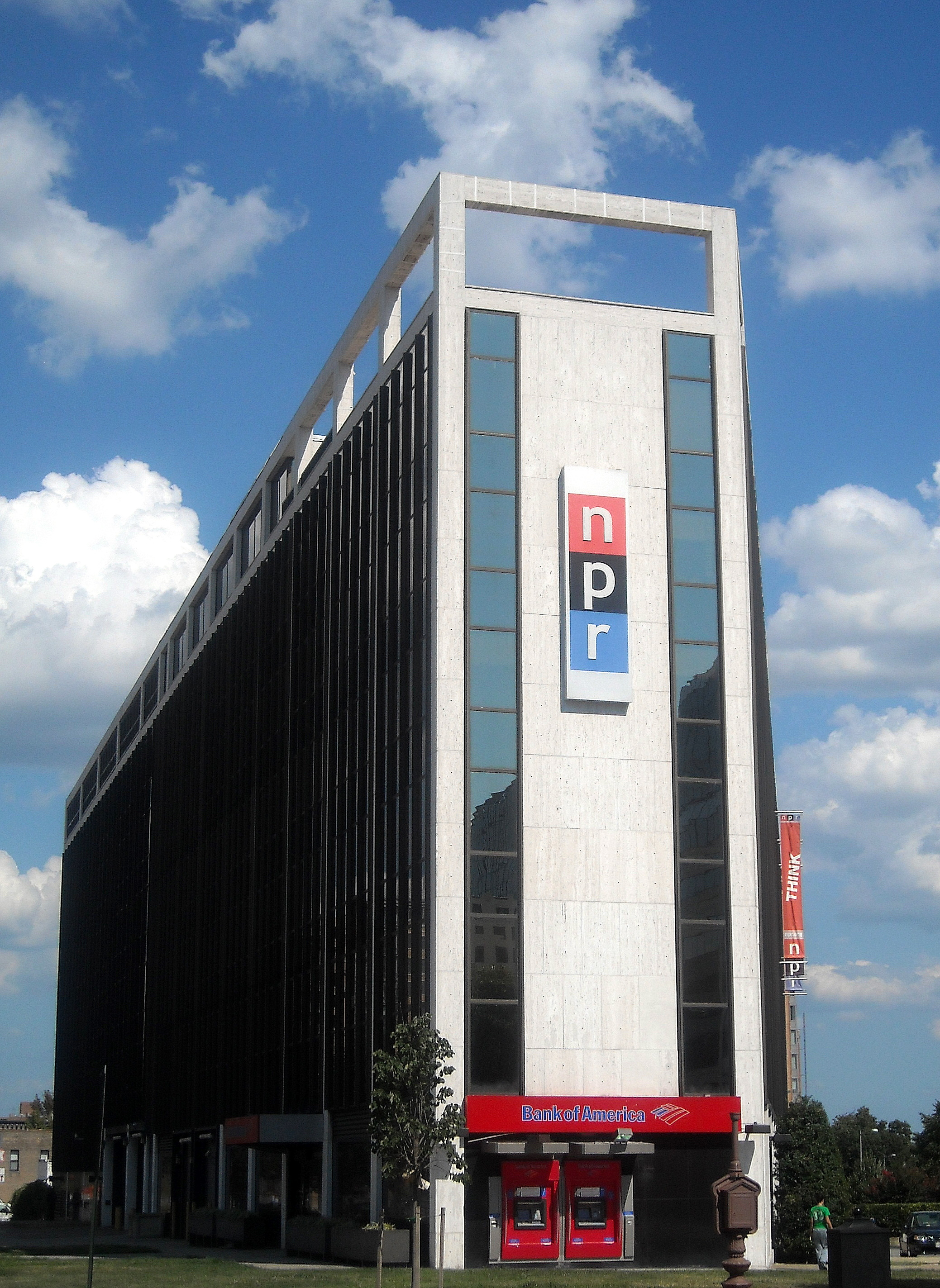
Sede antiga da NPR até 2013 em Washington, D.C.

A Rádio Pública Nacional foi criada para substituir a National Educational Radio Network (em português: Rede Nacional de Rádio Educativa), em 26 de fevereiro de 1970, após a aprovação da Lei de Radiodifusão Pública de 1967 (Public Broadcasting Act of 1967), aprovada pelo Congresso e sancionada pelo presidente Lyndon B. Johnson. A lei estabeleceu a Corporation for Public Broadcasting (CPB), que também criou o Public Broadcasting Service (PBS), uma rede de televisão pública americana, juntamente com a NPR. O conselho de diretores da CPB, presidido por John Witherspoon, instalou o primeiro conselho de administação da rádio, sob a direção de Bernard Mayes. O conselho de administração mais tarde nomeou Donald Quayle como o primeiro presidente da NPR, então com apenas 30 funcionários, 90 estações de membros e sede em Washington, D.C.

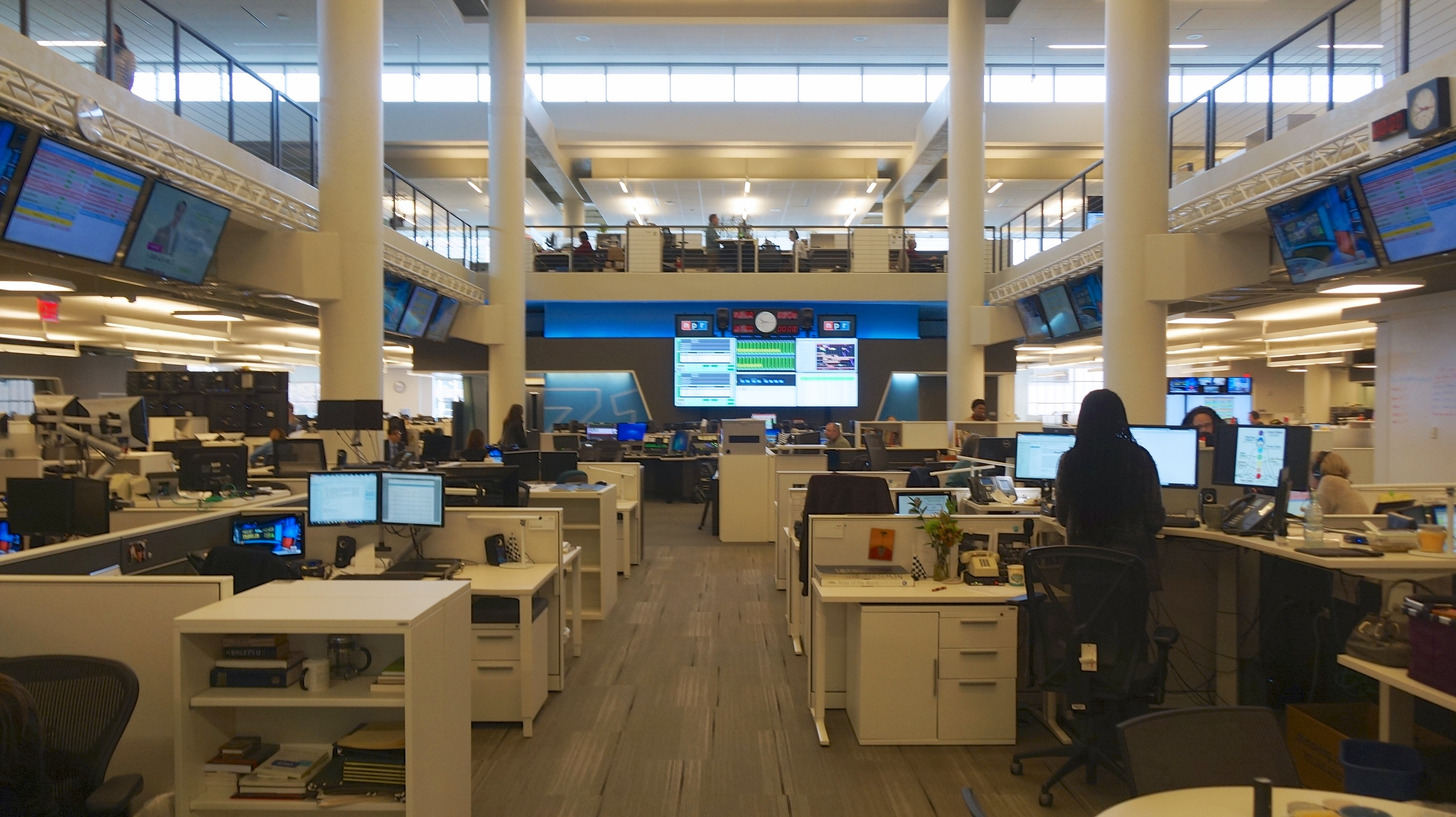
Redação da NPR em Washington, D.C.

A NPR realizou sua transmissão inaugural em abril de 1971, cobrindo audiências especiais do Senado dos Estados Unidos sobre a Guerra do Vietnã. Um mês depois, o programa jornalístico All Things Considered, foi ao ar pela primeira vez em 3 de maio de 1971, com Robert Conley como o primeiro apresentador do programa. A NPR foi principalmente uma organização de produção e distribuição de conteúdo para estações de rádio públicas até 1977, quando se fundiu com a Association of Public Radio Stations. Como uma organização com emissoras associadas, a NPR assumiu a responsabilidade de dar formação e capacitação às emissoras da rede e aconselhar cada associado a promover os seus programas, gerir as suas emissoras, bem como representar os seus interesses como emissoras públicas perante o Congresso, e possibilitar acesso às tecnologias de recepção e transmissão por satélite da NPR em todo o país.

## Financiamento
A NPR divulga algumas informações sobre seu financiamento. Em 2020, a NPR divulgou um orçamento para o ano fiscal de 2021 antecipando receita de US$ 250 milhões, uma ligeira queda em relação ao ano anterior devido aos impactos da pandemia de COVID-19. O orçamento prevê US$ 240 milhões em despesas operacionais, além de serviços de dívida adicionais e custos de capital que levam a um déficit de caixa de aproximadamente US$ 4 milhões. O orçamento inclui US$ 25 milhões em cortes orçamentários. Se os impactos do COVID-19 piorarem, estão previstos cortes orçamentários mais significativos.

### Financiamento antes de 2000
Ao longo dos anos, a participação estadual e federal do orçamento total da NPR diminuiu. Durante a década de 1970 e início de 1980, a maior parte de seus recursos veio dos governos estaduais e do governo federal. Medidas foram tomadas durante a década de 1980 para afastar completamente o apoio estatal da NPR, mas uma grande crise financeira em 1983 levou à quase extinção da rede. A redução do orçamento por parte dos governos federal e estadual foi acompanhada por um aumento do financiamento por parte de doações de fundações, empresas e por parte dos ouvintes.[carece de fontes?]

### Financiamento nos anos 2000
De acordo com a CPB, em 2009, 11,3% das receitas agregadas de todas as emissoras públicas de rádio foram financiadas por fontes federais, principalmente por meio da CPB; em 2012, 10,9% da receita das estações de rádio públicas veio de fontes federais.
Em 2010, as receitas da NPR totalizaram US$ 180 milhões, com a maior parte das receitas provenientes de taxas de programação, subsídios de fundações ou entidades empresariais, contribuições e patrocínios. De acordo com o balanço financeiro de 2009, cerca de 50% das receitas da NPR provêm das tarifas que cobra das emissoras associadas pelas tarifas de programação e distribuição. Normalmente, as estações membros da NPR recebem fundos por meio de campanhas de doação (chamadas de pledge drive), doações de empresas, governos estaduais e locais, instituições educacionais e a Corporation for Public Broadcasting (CPB), financiada pelo governo federal. Em 2009, as emissoras associadas obtiveram 6% de sua receita de financiamentos dos governos federal, estadual e municipal, 10% de sua receita de bolsas de CPB e 14% de sua receita de universidades. Embora a NPR não receba nenhum financiamento federal direto, ela recebe um pequeno número de concessões competitivas do CPB e de agências federais, como o Departamento de Educação e o Departamento de Comércio. Esse financiamento equivale a aproximadamente 2% das receitas totais da NPR.
Em 6 de novembro de 2003, a NPR recebeu US$ 200 milhões do patrimônio de Joan Kroc, viúva de Ray Kroc, fundador da McDonald's, incluindo US$ 5 milhões para a estação de rádio pública local KPBS, afiliada à NPR em San Diego, Califórnia.
Em 2011, a NPR anunciou o lançamento de sua própria rede de publicidade on-line, que permite que as estações membros executem anúncios segmentados geograficamente de patrocinadores nacionais que, de outra forma, poderiam estar indisponíveis em sua área local, abrindo fluxos de receita adicionais para a emissora. O Center Stage, uma mistura de publicidade nativa e banner apresentado com destaque na página inicial da NPR, foi lançado em 2013. O parceiro de lançamento do Center Stage foi a empresa de hospedagem de websites Squarespace.
Para o ano encerrado em 30 de setembro de 2018, a receita operacional total foi de US$ 235 milhões, aumentando para quase US$ 259 milhões em setembro de 2019.

### Modelo de financiamento
Em contraste com as emissoras de rádio comerciais, as transmissões de rádio da NPR não veiculam comerciais no formato tradicional, mas transmitem publicidade na forma de breves declarações das principais empresas doadoras que podem incluir o slogan da empresa, descrições dos produtos e serviços oferecidos e informações de contato, como endereços do site ou número do telefone. Essa forma de publicidade é chamada de "spot de assinatura" (underwriting spot) e, ao contrário dos comerciais, são regidas por restrições específicas da Federal Communications Commission, a agência reguladora de rádio, televisão e telecomunicações nos Estados Unidos; segundo essas diretrizes, elas não podem defender um produto ou "promover os bens e serviços" de entidades com fins lucrativos. Essas restrições se aplicam apenas ao rádio e não a outras plataformas digitais da NPR. Quando questionada sobre como as receitas oriundas a partir de apoio cultural de empresas e subsídios de financiamento estavam se mantendo durante a recessão, em um discurso transmitido no canal C-SPAN perante o National Press Club em 2 de março de 2009, a então presidente e CEO Vivian Schiller afirmou: "o apoio está baixo, está baixo para todos; esta é a área que está mais em baixo para nós, em patrocínio, apoio, publicidade, chame como quiser; assim como é para todas as mídias". Os apresentadores do programa Planet Money da NPR afirmaram que a audiência é de fato um produto sendo vendido aos anunciantes da mesma maneira que as estações comerciais, dizendo: "eles não são exatamente anunciantes, mas têm muitas das mesmas características; digamos apenas isso".